# Otter Passage
Die Otter Passage (englisch) ist ein Gebirgspass in den Read Mountains der Shackleton Range im ostantarktischen Coatsland.
Die Benennung nahmen vorgeblich russische Wissenschaftler vor. Der weitere Benennungshintergrund ist nicht überliefert.